# Junkers Jumo 004

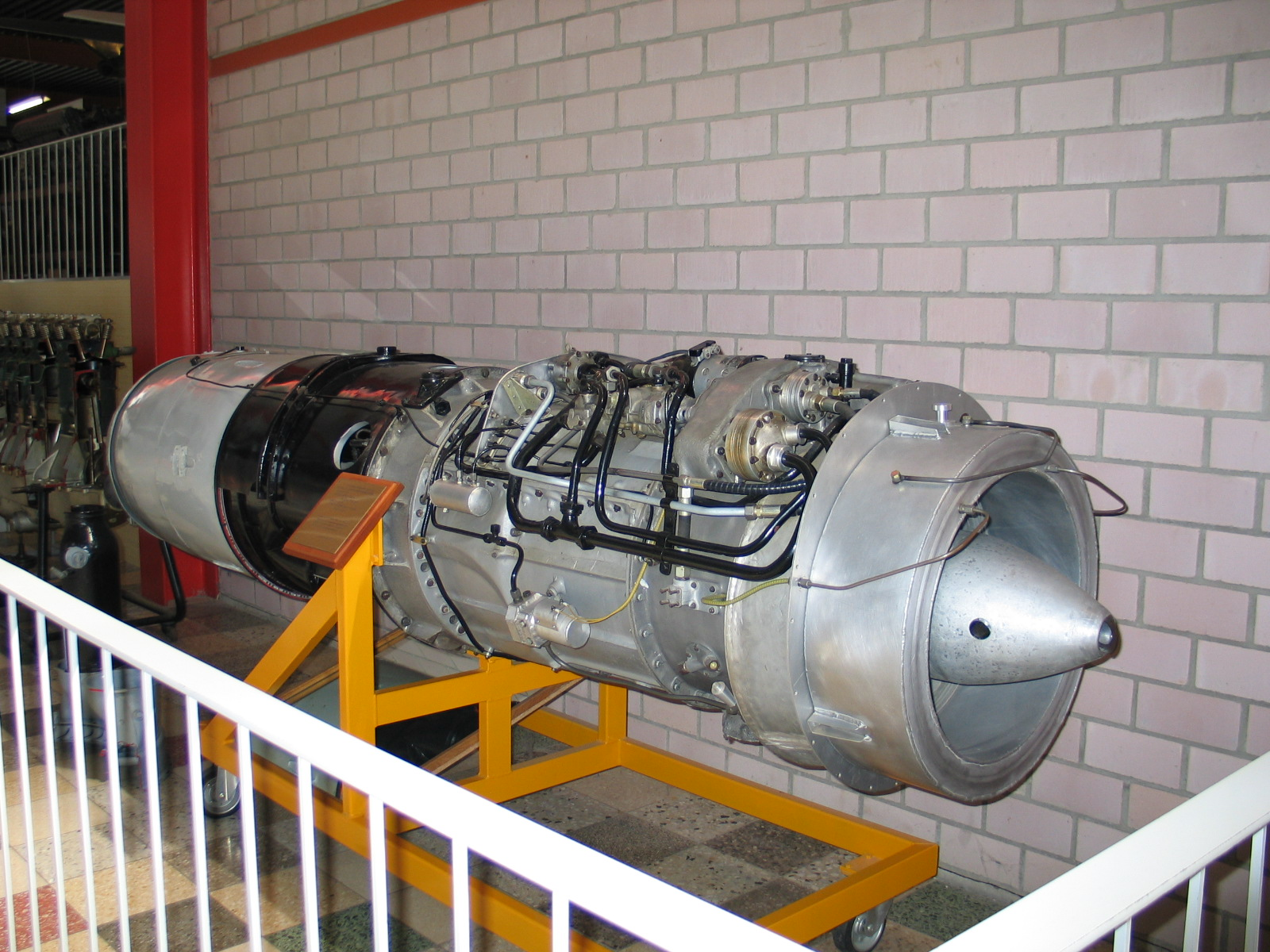
Motor Jumo 004 Orkan.

El  Jumo 004  va ser el primer turborreactor en producció i ús operacional. Unes vuit mil unitats van ser produïdes per Junkers a Alemanya a final de la Segona Guerra Mundial. Es van fer servir per a motoritzar el Messerschmitt Me 262 i l'Arado Ar 234, a part del Messerschmitt Me P1101 amb els Dj 287, He 343, Horten Ho 229 i el Ta 183V-1. Hi va haver variants d'aquest motor que van ser produïdes a l'Europa de l'Est després de la guerra. De 1944 a 1945 se'n van produir 6010, dels quals 4752 van ser muntats.

## Història

### Desenvolupament
La funcionalitat de la propulsió a reacció va ser demostrada a Alemanya a principi de 1937 per Hans von Ohain que treballava amb la companyia Heinkel. La major part del Reichsluftfahrtministerium (RLM, Ministeri de l'aviació del govern nazi) no va mostrar el mínim interès, però Helmut Schelp i Hans Mauch van veure la potencialitat del concepte i van estimular els productors de motors a començar els programes de desenvolupament d'aquest tipus de propulsors. Finalment el 1939 Otto Mader, cap de  Junkers Motoren (Jumo),  va comunicar que encara que el concepte era útil, no tenia ningú que hi treballés. Schelp va respondre afirmant que el doctor Anselm Franz, a càrrec del desenvolupament dels turbos i supercarregadors de Junkers, era perfecte per al treball. Franz va començar el seu equip de desenvolupament a fi d'aquest any i el projecte va rebre la designació del RLM  109-004  (el prefix 109 - era comú a tots els projectes Jet).

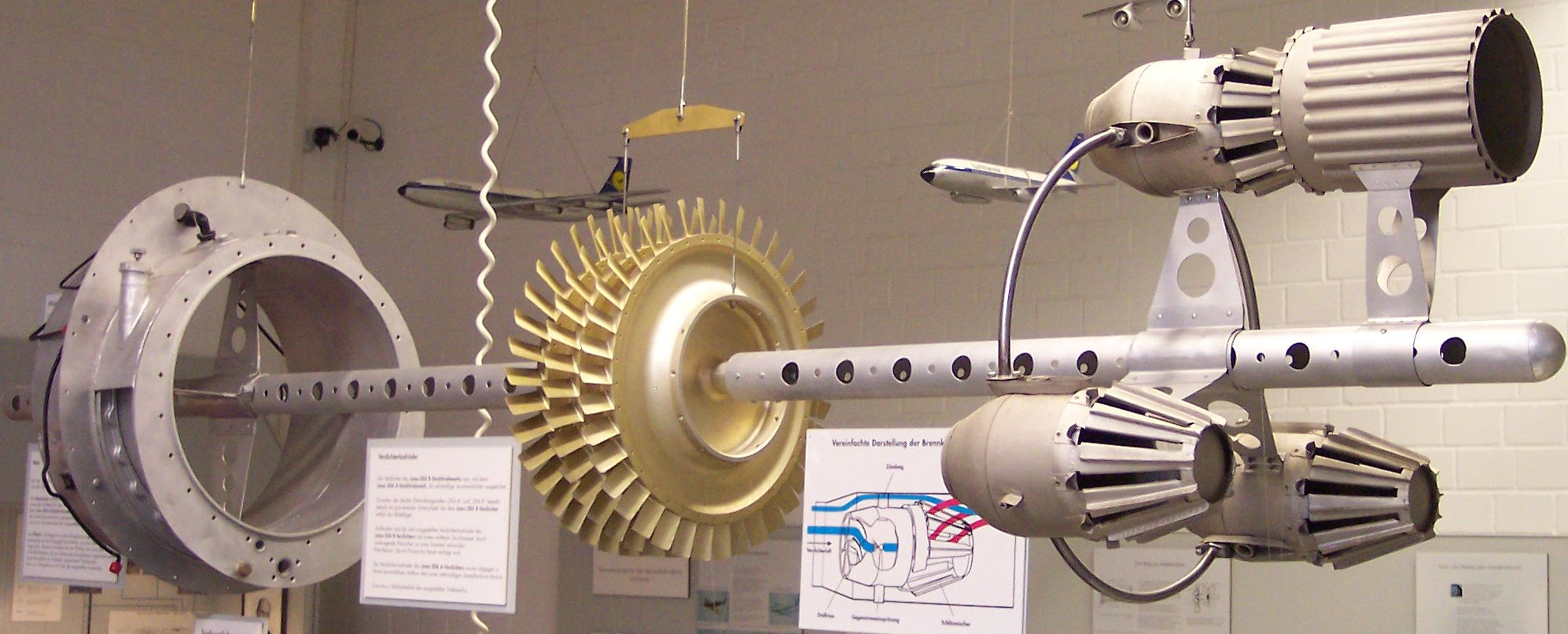
Components del Motor Jumo 004.

### Franz aposta pel compressor
Franz va optar per un disseny que era conservador i revolucionari alhora. El seu disseny diferia del de von Ohain en què ell feia servir un nou compressor, el qual permetia un flux d'aire continu i recte a través del motor (un compressor axial), recentment desenvolupat per l'Aerodynamische Versuchsanstalt  (AVA - Institut d'Investigació Aerodinàmica) a Göttingen. El compressor de flux axial no només funcionava en forma excel·lent, amb un 78% d'eficiència en condicions reals, sinó que, també, tenia una secció transversal petita, important per al disseny d'avions d'alta velocitat.

### Problemes

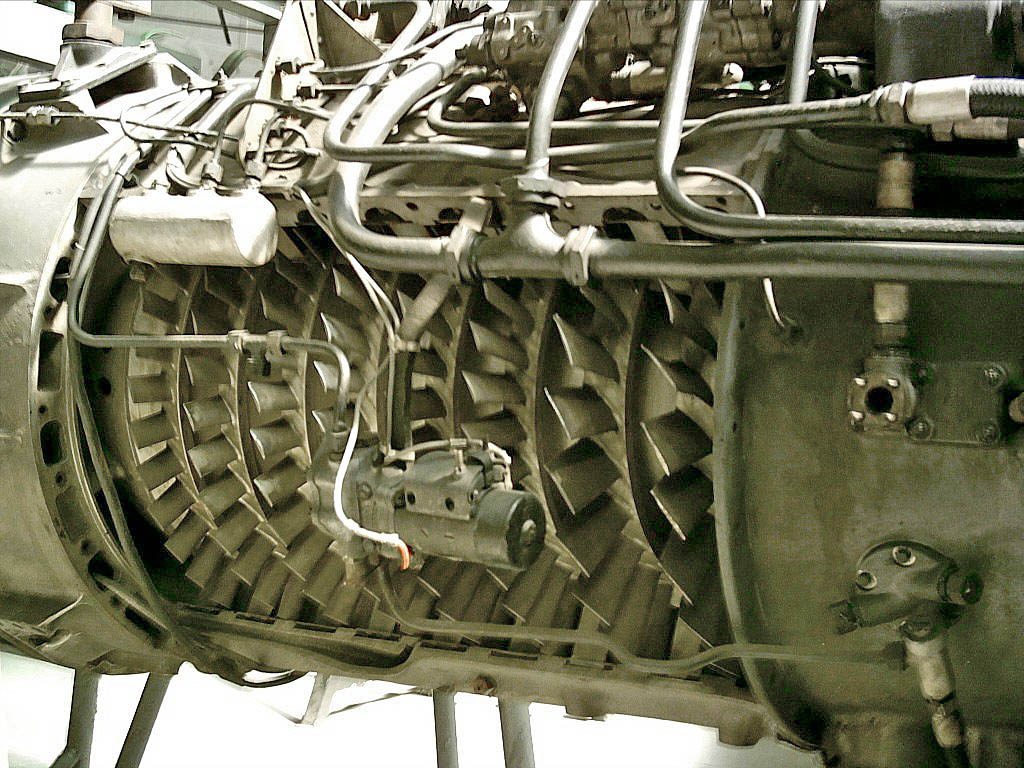
Motor Jumo 004.

Franz afirmava que es produiria un motor que era lluny del seu potencial teòric, degut a voler-lo fer pràctic quant a simplicitat i factibilitat per produir-lo en massa. Una decisió va ser utilitzat una sola àrea de combustió usant sis «boquilles de flama», en comptes d'una sola boquilla anul·lar, que era més eficient. Per la mateixa raó va col·laborar fortament amb el desenvolupament de la turbina del motor amb l'Allgemeine Elektricitäts-Gesellschaft (AEG) a Berlín. En comptes de treballar en el desenvolupament de motors, va optar per treballar immediatament en un motor per posar-lo immediatament en construcció. La visió conservadora de Franz va venir d'una pregunta del RLM, però li van donar la raó, perquè tot i els problemes a què s'enfrontava, el 004 va entrar en producció i servei en comptes del seu competidor (més avançat tecnològicament), el BMW 003.

## Disseny
El primer prototip 004A va funcionar la primavera de 1940. El gener de l'any següent va ser pujat a màxima potència, 4,2 kN. Uns problemes de vibració amb la fulla del compressor van retardar el programa en aquest punt, fins que un nou estator dissenyat per Max Bentele va resoldre el problema.
Amb els nous estators muntats, el motor va desenvolupar 9/5 kN a l'agost, passant el test de resistència de funcionament de 10 hores amb una potència de 9.8 kN al desembre. El primer vol va tenir lloc el 15 de març de 1942, quan un 004A va ser portat a l'aire per un Messerschmitt Bf 110. El 18 de juliol, un dels prototips de Messerschmitt Me 262 va volar amb  motors 004, i el RLM va comandar una sèrie inicial de 80 unitats del motor.

### 004A com a banc de proves
El 004A va ser estrictament un banc de proves, inviable per a producció en massa a causa de la construcció feixuga. S'hi van fer servir materials costosos i rars en temps de guerra, coma ara cobalt, níquel i molibdè, non acceptables en una producció a escala industrial.
En el desenvolupament es van fer servir moltes pràctiques desconegudes. Les turbines presentaven un problema amb la freqüència amb la qual els àleps es danyaven. Per a això Franz utilitzar un violinista perquè amb el seu arc «toqués» les peces, i així determinar gràcies a això quina seria la freqüència de ressonància a la que es trencaven.
| «                       | L'estiu de 1943, una excitació de sisè ordre va causar diversos errors en els àleps de les turbines. Franz va recórrer a un músic professional per fer sonar aquestes peces amb un arc de violí i va utilitzar la seva oïda musical per determinar la freqüència natural de ressonància. No obstant això, el ministre de l'aire es tornava cada vegada més impacient i va programar una reunió per al desembre de 1943. Doctor Max Bentele va assistir a la conferència i va escoltar nombrosos arguments que es referien a materials defectuosos, mida dels granulats i toleràncies en la manufactura. Quan va arribar el seu torn, Bentele va explicar al grup de dignataris que la culpa era de les sis «llaunes» de combustió i els tres puntals del broquet del jet allotjats al davant de la turbina. La inducció de la força d'excitació en els àleps del rotor de la turbina provocaven una ressonància de sisè ordre que provocava una freqüència que els doblegava en el rang d'alta velocitat. La predominança de l'excitació de sisè grau era a causa de les «llaunes» combustores (que no tocaven els 36 broquets) i als segons harmònics dels tres puntals del flux inferior del rotor. En el motor Jumo 004A aquesta ressonància era per sobre de la velocitat operativa, però en el 004B havia passat sense ser detectat per una lleugera major velocitat de la turbina i les majors temperatures d'aquestes. El problema es va resoldre augmentant la freqüència natural dels àleps fent-los més estrets, escurçant-los un mil·límetre i reduint la velocitat operativa del motor de 9.000 a 8.700 revolucions per minut. | » |
| — Cyrus B. Meher-Homji, | |   |

### 004B Orkan
En producció, el  004B  en lloc d'usar refredadors d'aire, va usar àleps de turbina buides compostes d'acer barat, refredat per aire comprimit «impulsat» des del compressor. Les primeres sèries de compressió axial pesaven cent quilograms menys que el 004A, i el 1943 havia passat més de cent hores de proves.
Més tard, el 1943, una sèrie de motors va patir problemes de vibració i les solucions van ser dificultoses. Eventualment, al desembre, Max Bentele va ser novament requerit per a una reunió en els quarters generals del RLM, on va suggerir la sèrie de canvis destinats a canviar les freqüències naturals dels àleps de la turbina, i la reducció de les revolucions del motor. Això va solucionar el problema, però no va ser fins a principis de 1944 que la producció plena va poder començar.
Aquests contratemps van ser la principal raó per la qual la Luftwaffe va haver de retardar la introducció de l'Me 262 als esquadrons de servei. Donada la baixa qualitat dels acers usats en els àleps del 004B, aquests motors tenien una vida de servei de 10-25 hores (podent arribar fins al doble en mans d'un pilot experimentat). Un altre inconvenient del motor, comú a tots els turbojets inicials, era la seva lenta resposta a l'accelerador. Però encara tenia un defecte més empipador: també era bastant fàcil que bombegés un excés de combustible cap al motor accelerant-lo massa ràpid, escalfant el motor en excés abans que l'aire fred no el refredés. Això conduïa a l'estovament dels àleps de la turbina, i era la major causa de fallades en el motor. No obstant això, va fer possible el poder utilitzar-lo en un jet en combat per primera vegada en la història (el Me 262).
Una característica interessant del 004 era el Sistema d'Arrencada, que consistia en un motor de motocicleta Riedel 10 hp (7 kW) 2-cilindres ocult en la presa d'aire. Un forat a l'extrem del nas del cos central tenia una maneta per arrencar el petit motor, que al seu torn iniciava el turborreactor. Dos petits tancs de gasolina estaven inserits dins la boca anular.

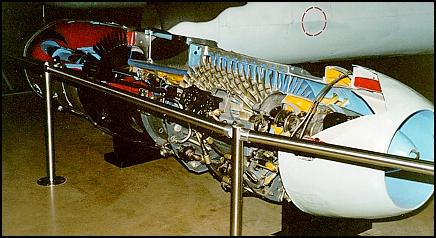
Jumo 004.

### 004C
El  004 C incloïa un postcremador per augmentar l'empenta però no va arribar a ser implementat.

### 004D
El  004D  va ser un model per millorar l'eficiència del combustible mitjançant un injector de dues etapes, i tenia un nou control d'acceleració que permetia evitar les sobrecàrregues de combustible en les acceleracions. El 004D havia passat totes les proves i estava llest per entrar en acció en comptes del 004B quan va acabar la guerra.

### 004E
El  004E  és un model 004D amb una àrea d'escapament millorada per a millor comportament a grans altituds.

### 004H i Jumo 012
Un model molt més avançat que tenia ambdós sistemes va ser el Jumo 012. El 012 estava basat en un sistema de "dos rodets", en el qual dues turbines girant a diferents velocitats manejaven parts diferents del compressor per a una major eficiència.
En un motor reactor el compressor consumeix un 60% de tot el poder axial generat , de manera que les millores tenen un impacte dramàtic en el consum de combustible. Els plans per utilitzar el concepte bàsic del 012 era un motor idèntic al 004, conegut com a  004H, el qual millorava el consum específic de combustible respecte al que consumia el 004B [1.39 kg./(km/h)) a un respectable 20/01 kg./(km/h)], amb una disminució d'un 15%. Aquest motor va ser dissenyat per al Dj 287, amb una embranzida de 6600 lbs. Però només s'havien construït les peces per a un sol motor, al final de la guerra.

## 004 capturats
A França, els 004 capturats motoritzaven el Sud-Ouest SO 6000 Triton i l'Arsenal VG-70.

## 004 en la Post Guerra
Després de la Segona Guerra Mundial, els Jumo 004s van ser construïts en petit nombre en Malesice en Txecoslovàquia, amb la designació  M-04  per motoritzar l'Avia S-92 i l'Avia CS-92, còpies del Me 262. Còpies del Jumo 004 van ser construïdes a la Unió Soviètica com el motor Tumansky RD-10, en què es va poder motoritzar el Iàkovlev Iak-15, el Sukhoi Su-9 (1946), el Sukhoi Su-11 i molts altres prototips.

## 004 a la Unió Soviètica
Els científics i tècnics de Junkers Motoren van ser traslladats a la Fàbrica Experimental No 2 al poble d'Uprawlentscheski, avui fusionat amb la ciutat de Samara (fins 1990 anomenat Kuibyschew) al Districte Federal del Volga. Durant la Segona Guerra Mundial s'hi van fabricar els avions a la fàbrica Kirow Aviació núm. 145. Durant 1946 aquesta fàbrica va ser restaurada i eixamplada amb laboratoris i altres edificis. El novembre de 1946 l'equip de Motors de Dessau OKB-1 hi va arribar. Aquestes instal·lacions a Kuibyschew desenvolupaven motors i equips i van ser transferides des de les fàbriques Otto Mader Werke i de Junkers Motorenwerke a Dessau. Les obres de la fàbrica es van acabar el 1949. Klimow en va ser nomenat administrador general. Tres OKBs van ser instal·lats a Kuibyschew.

### Tumanski RD-10
Era una còpia del Junkers Jumo 004, desenvolupat a Kazan com el RD-10 amb 910 kg. d'embranzida, 10A amb 1.000 kg. d'embranzida i el 10F amb 1.100 kg. d'empenta. Es van muntar en els La-150/La-152/La-154/La-156, Su-9 i en els Iak-15/Iak-18/Iak-21.

### OKB-1
El OKB-1 estava dirigit per Brandner i la major part dels 350 antics treballadors de Junkers hi van ser adscrits.

### OKB-2
El OKB-2 estava format per ex empleats de BMW sota la direcció de Prestel.

### Missions de Kuibyschew
- Continuar els desenvolupaments del Jumo 004 i del BMW 003.
- Continuar amb els desenvolupaments del Jumo 012 i del BMW 018.
- Fabricar el PTL022 amb 5.000 HPR, OKB-1.
- Desenvolupament del compressor 032 amb 2.000 HPR, OKB-1.
- Desenvolupament del PTL028 amb 6.800 HPR, OKB-2.
- Desenvolupament del BMW 003 C, OKB-2

El posterior desenvolupament del Jumo 004 va ser transferit a la Fàbrica No 26 el 1947. El BMW 003 va ser transferit a la Fàbrica No 16 en Kazan, on més tard es desenvoluparia el RD-20 per al Mig 9. També el compressor 032 per a motors que es va abandonar el 1947.

## Variants
| Nom RLM  | Tipus      | Composició   | Embranzida          | Pes                 | Velocitat  |
| -------- | ---------- | ------------ | ------------------- | ------------------- | ---------- |
| 109-004B | Turbojet   | 8ax 6in 1tu  | 8,8 kN (1.984 lbf)  | 745 kg (1.642 lb)   | 8.700 rpm  |
| 109-004  | Turbojet   | 8ax 6in 1tu  | 10,0 kN (2.238 lbf) | 720 kg (1.588 lb)   | 8.700 rpm  |
| 109-004D | Turbojet   | 8ax 6in 1tu  | 10,3 kN (2.315 lbf) | 745 kg (1.642 lb)   | 10.000 rpm |
| 109-004H | Turbojet   | 11ax 8in 2tu | 17,7 kN (3.970 lbf) | 1.200 kg (2.646 lb) | 6.600 rpm  |
| 109-012  | Turbojet   | 11ax 6in 2tu | 27,3 kN (6.130 lbf) | 2.000 kg (4.410 lb) | 5.300 rpm  |
| 109-022  | Turbohèlix | 11ax 8in 2tu | 4.600 EHP (3,4 MW)  | 2.600 kg (5.733 lb) | 5.000 rpm  |

Composició: ax = Etapes del compressor de Flux Axial, in = Càmeres individuals de combustió, tu = Etapes de la Turbina.

## En les arts
El Junkers Jumo 004 és potser l'únic motor d'aviació que apareix en una cançó: «ME 262» del Grup Blue Öyster Cult del seu àlbum de 1974, Secret Treaties: «Must these Englishmen live that I might die, Junkers Jumo 004» (Han de viure aquests anglesos perquè jo pugui morir, Junkers Jumo 004).